# Bolschaja Loptjuga
Die Bolschaja Loptjuga (russisch Большая Лоптюга) ist ein linker Nebenfluss der Mesen in der Republik Komi in Nordwestrussland.
Sie entspringt nahe der Grenze zur Oblast Archangelsk nordwestlich der Siedlung Jarenga an der Wasserscheide zwischen den Flusssystemen der Mesen und der Nördlichen Dwina. Sie fließt zuerst in östlicher Richtung, später in nördlicher Richtung. Die Straße zwischen Mikun und Koslan verläuft östlich des Unterlaufs und quert die Bolschaja Loptjuga unweit der Flussmündung.
Die Bolschaja Loptjuga hat eine Länge von 160 km. Sie entwässert ein Gebiet von 2030 km². Sie wird hauptsächlich von der Schneeschmelze gespeist. Im Mai, während des Frühjahrshochwassers, tritt der Fluss über seine Ufer. Am Pegel Butkan, 5,8 km oberhalb der Mündung, beträgt der mittlere Abfluss 19,6 m³/s.
Wichtigster Nebenfluss ist der Jod (Ёд), welcher im Mittellauf linksseitig in die Bolschaja Loptjuga mündet.